# Slovenská Ľupča

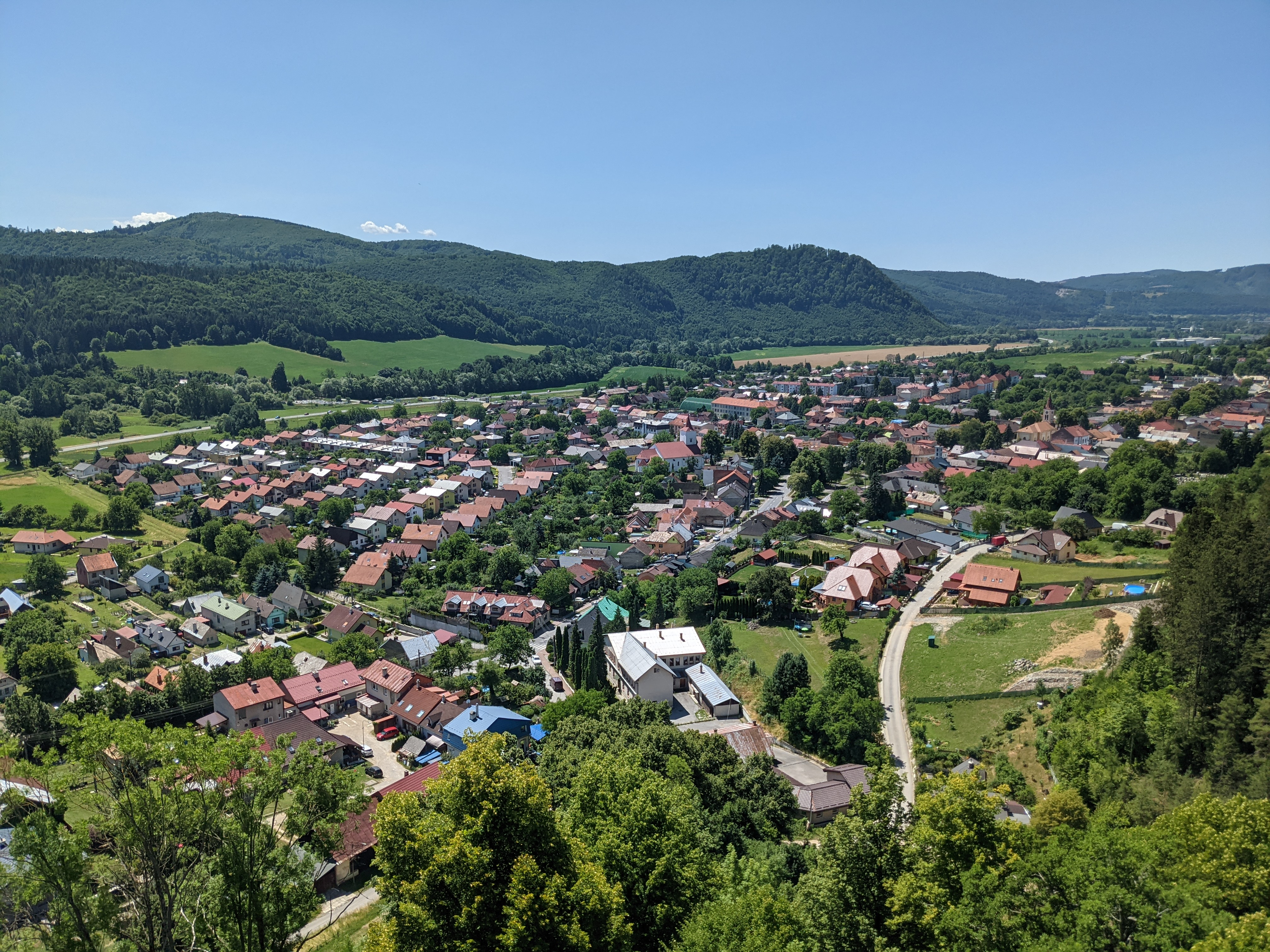
Slovenská Ľupča - widok z Zamku Lupczańskiego

Slovenská Ľupča – wieś (obec) na Słowacji położona w kraju bańskobystrzyckim, w powiecie Bańska Bystrzyca. Pierwsze wzmianki o miejscowości pochodzą z roku 1250. 
Według danych z dnia 31 grudnia 2012, wieś zamieszkiwały 3204 osoby, w tym 1652 kobiety i 1552 mężczyzn.
W 2001 roku rozkład populacji względem narodowości i przynależności etnicznej wyglądał następująco:
- Słowacy – 92,65%
- Czesi – 0,53%
- Morawianie – 0,07%
- Niemcy – 0,03%
- Romowie – 1,25%
- Ukraińcy – 0,03%
- Węgrzy – 0,26%

Ze względu na wyznawaną religię struktura mieszkańców kształtowała się w 2001 roku następująco:
- Katolicy rzymscy – 58,64%
- Grekokatolicy – 0,23%
- Ewangelicy – 20,58%
- Prawosławni – 0,03%
- Husyci – 0,03%
- Ateiści – 11,31%
- Przedstawiciele innych wyznań – 0,2%
- Nie podano – 8,51%

Na wsią góruje Zamek Lupczański – w średniowieczu ważny ośrodek administracyjny Horehronia, a obecnie jeden z najcenniejszych zabytków architektury na tym terenie (udostępniony do zwiedzania; mieści m.in. muzeum).